# Släkten (film)
Släkten (originaltitel Slægten) är en dansk dramafilm från 1978 i regi av Anders Refn. Filmen bygger på romanen med samma namn av Gustav Wied från 1898 och i rollerna ses bland andra Jens Okking, Helle Hertz och Bodil Udsen.

## Handling
Godsägaren Helmuth gifter sig med den yngre Alvilde. Efter hand upptäcker han att hon intresserar sig alltför mycket för sin kusin, greven Alex Scheele. När Helmuth en kväll överraskar Alvilde och Alex i en ladugård, bränner han dem inne.

## Medverkande
- Jens Okking
- Helle Hertz
- Stine Bierlich
- Bodil Udsen
- Poul Reichhardt
- Birgit Sadolin
- Masja Dessau
- Anne Marie Helger
- Ulla Lock
- Claus Strandberg
- Allan Olsen
- Elin Reimer
- Judy Gringer
- Folmer Rubæk
- Troels II Munk
- Bendt Rothe
- Jørn Fauerschou
- Inger Stender
- Else Marie Hansen

## Om filmen
Filmen producerades av Just Betzer för A/S Panorama Film, Danmarks Radio och Det Danske Filminstitut. Manus skrevs av Refn och Flemming Quist och filmen fotades av Mikael Salomon. Musiken komponerades av Kasper Winding och filmen klipptes av Merete Brusendorf, Christian Hartkopp, Refn och Kasper Schyberg. Den premiärvisades den 26 december 1978 i Danmark och hade svensk premiär den 19 september 1979 på biograf Park i Hässleholm.